# Michael Shurtleff
Michael Shurtleff, född 3 juli 1920, i Oak Park, Illinois, död 28 januari 2007, i Los Angeles, Kalifornien, var en av de stora  rollsättarna på Broadway under 1960- och 1970-talen. Han skrev Audition en bok för skådespelare om auditionprocessen. Han skrev också ett flertal enaktare och fullängdspjäser.